# بلدية ألوكسنه
بلدية ألوكسنه (بالإنجليزية: Alūksne Municipality)‏  هي بلدية في لاتفيا، تتبع Vidzeme ‏، بلغ عدد سكانها 14٬896  نسمة، في 1 يناير 2017، عاصمتها آلوكسني.

## الموقع
تشترك في الحدود مع:
- بسكوف أوبلاست.